# Sedum glomerifolium
Sedum glomerifolium är en fetbladsväxtart som beskrevs av Michael George Gilbert. Sedum glomerifolium ingår i Fetknoppssläktet som ingår i familjen fetbladsväxter. Inga underarter finns listade i Catalogue of Life.